# FK Kukësi
FK Kukësi é uma equipe albanesa de futebol com sede em Kukës. Disputa a primeira divisão da Albânia (Albanian Superliga).
Seus jogos são mandados no Zeqir Ymeri Stadium, que possui capacidade para 6.000 espectadores.

## História
O FK Kukësi foi fundado em 04 de Março de 1930.